# Andrew Welsh (Politiker)
Andrew Welsh (* 19. April 1944 in Glasgow; † 18. Juni 2021) war ein schottischer Politiker und Mitglied der Scottish National Party (SNP).

## Leben
Welsh besuchte die Govan High School in Glasgow und erwarb dann an der Universität Stirling Masterabschlüsse in Geschichte und Neuer Geschichte sowie ein pädagogisches Diplom. Anschließend war er bis zu seiner Wahl ins Britische Unterhaus als Geschichtslehrer in Stirling tätig. Zwischen 1979 und 1984 arbeitete Welsh als Dozent für Wirtschaftslehre und Administration am Dundee College und dann bis 1987 am Angus College in Arbroath. Zwischen 1984 und 1987 war er außerdem Provost von Angus.

## Britisches Unterhaus
Nachdem Welsh 1974 bereits in den Rat der Region Stirling gewählt worden war, kandidierte er bei den Unterhauswahlen im Oktober 1974 erstmals auf nationaler Ebene. Er gewann vor dem Konservativen Jock Bruce-Gardyne das Direktmandat des Wahlkreises Angus South und zog erstmals in das Unterhaus ein. Bei den folgenden Unterhauswahlen 1979 verlor er sein Mandat an den Konservativen Peter Fraser. Im Zuge der Wahlkreisreform wurde der Wahlkreis Angus South zum Ende der Legislaturperiode abgeschafft und Welsh bewarb sich bei den Unterhauswahlen 1983 um das Direktmandat des Wahlkreises East Angus, welches er jedoch erst bei den Unterhauswahlen 1987 erringen konnte. 1992 verteidigte er sein Mandat und trat nach Auflösung des Wahlkreises zum Ende der Legislaturperiode bei den Unterhauswahlen 1997 für den neugeschaffenen Wahlkreis Angus an und gewann das Direktmandat. Zum Ende der Legislaturperiode schied Welsh aus dem Unterhaus aus.

## Schottisches Parlament
Bei den ersten schottischen Parlamentswahlen im Jahre 1999 kandidierte Welsh im Wahlkreis Angus und gewann mit deutlichem Vorsprung das Direktmandat. Bei den Parlamentswahlen 2003 und 2007 verteidigte er sein Mandat und schied zum Ende der Legislaturperiode aus dem Parlament aus.